# ノリコ・マーサイク
ノリコ・マーサイク（Noliko Maaseik）は、ベルギー・マーサイクを本拠地とする男子バレーボールクラブ。日本ではノリコ・マーセイク、ノリコ・マザイクの表記もある。
1960年創設。欧州チャンピオンズリーグで2回準優勝をした。

## 主な成績
ベルギーリーグ（14）
- 優勝：1991、1995、1996、1997、1998、1999、2001、2002、2003、2004、2008、2009、2011、2012

 ベルギーカップ（14）
- 優勝：1986、1991、1997、1998、1999、2001、2002、2003、2004、2007、2008、2009、2010、2012

 ベルギースーパーカップ（14）
- 優勝：1995、1996、1997、1998、1999、2001、2002、2003、2006、2008、2009、2011、2012、2013

 欧州チャンピオンズリーグ
- 準優勝：1997、1999

 CEVカップ
- 準優勝：2008

## 歴代監督
- アンデッシュ・クリスティアンソン

## 歴代所属選手
- 花野裕祥
- ミッコ・エスコ
- ヘクター・ソト
- ホセ・リベラ
- マティアス・ライマーカーズ
- マルティン・レーブル
- ロベルト・ホルスティンク
- リチャード・ランボーン
- フェデリコ・ペレイラ